# 퇴플리츠 행렬
선형대수학에서 퇴플리츠 행렬(Toeplitz行列, 영어: Toeplitz matrix)은 대각선 위의 성분들이 같은 정사각 행렬이다.

## 정의
퇴플리츠 행렬은 다음 성질을 만족시키는 정사각 행렬 {\displaystyle M}이다.
{\displaystyle M_{i,j}=M_{i+1,j+1}\qquad \forall i,j}
즉, {\displaystyle n\times n} 퇴플리츠 행렬은 다음과 같은 꼴이다.
{\displaystyle M={\begin{pmatrix}a_{0}&a_{-1}&a_{-2}&\ldots &\ldots &a_{-n+1}\\a_{1}&a_{0}&a_{-1}&\ddots &&\vdots \\a_{2}&a_{1}&\ddots &\ddots &\ddots &\vdots \\\vdots &\ddots &\ddots &\ddots &a_{-1}&a_{-2}\\\vdots &&\ddots &a_{1}&a_{0}&a_{-1}\\a_{n-1}&\ldots &\ldots &a_{2}&a_{1}&a_{0}\end{pmatrix}}}

## 성질
두 {\displaystyle n\times n} 퇴플리츠 행렬 {\displaystyle M,M'}에 대하여, 각종 연산의 계산 복잡도는 다음과 같다.
- 덧셈: {\displaystyle O(n)}
- 곱셈: {\displaystyle O(n^{2})}
- 연립 일차 방정식 {\displaystyle Mx=a}의 해: {\displaystyle O(n^{2})} (레빈슨 재귀 알고리즘)
- 행렬식 {\displaystyle \det M}: {\displaystyle O(n^{2})} (레빈슨 재귀 알고리즘)

## 역사
독일의 수학자 오토 퇴플리츠(독일어: Otto Toeplitz, 1881~1940)가 도입하였다.

## 같이 보기
- 순환 행렬
- 한켈 행렬